# دارقوبا
دارقوبا 
(به تالشی: Daqova) (به ترکی آذربایجانی: Darquba) یک منطقه مسکونی در جمهوری آذربایجان است که در شهرستان لنکران واقع شده‌است. دارقوبا ۱۳۶۵ نفر جمعیت دارد. این آبادی در کرانه رود بشه‌رو و دامنه‌های رشته‌کوه پشته‌سر جای دارد.